# Alejandro Guichot
Alejandro Guichot y Sierra (Sevilla, 1849-Sevilla, 1941) fue un folclorista, escritor y político español.

## Biografía
Nacido en 1859 en Sevilla, era hijo de Joaquín Guichot. Fue uno de los fundadores de la sociedad de El Folk-Lore Andaluz. De ideología republicana, en su faceta política fue concejal del Ayuntamiento de Sevilla, ciudad en la que fue uno de los promotores de la creación del Cuerpo de Celadores Municipales. Falleció en 1941 en su ciudad natal. Entre sus obras se encontraron títulos como Una pinacoteca sevillana (1922) y El cicerone de Sevilla (2 vols., 1925-1936).